# Campeonato de Irlanda de Rugby 1994-95
El Campeonato de Rugby de Irlanda (oficialmente All-Ireland League) de 1994-95 fue la quinta edición del principal torneo de rugby de la Isla de Irlanda, el torneo que agrupa a equipos tanto de la República de Irlanda como los de Irlanda del Norte.

## Sistema de disputa
El torneo se disputó en formato de todos contra todos a una sola rueda, cada equipo totalizando 10 encuentros.
Al finalizar la fase regular, el equipo que finalizó en la primera posición se coronó como campeón del torneo.
Los últimos dos clasificados al terminar la fase regular descendieron a segunda división.

## Clasificación
| Pos. | Equipo             | Encuentros | Encuentros | Encuentros | Encuentros | Tantos | Tantos | Tantos | Puntos |
| Pos. | Equipo             | PJ         | PG         | PE         | PP         | F      | C      | Dif    | Puntos |
| ---- | ------------------ | ---------- | ---------- | ---------- | ---------- | ------ | ------ | ------ | ------ |
| 1.º  | Shannon            | 10         | 10         | 0          | 0          | 162    | 60     | +102   | 20     |
| 2.º  | Blackrock College  | 10         | 7          | 0          | 3          | 228    | 135    | +93    | 14     |
| 3.º  | St. Mary's College | 10         | 7          | 0          | 3          | 151    | 134    | +17    | 14     |
| 4.º  | Garryowen          | 10         | 6          | 0          | 4          | 160    | 113    | +47    | 12     |
| 5.º  | Cork Constitution  | 10         | 6          | 0          | 4          | 148    | 129    | +19    | 12     |
| 6.º  | Old Wesley         | 10         | 5          | 0          | 5          | 131    | 171    | -40    | 10     |
| 7.º  | Lansdowne          | 10         | 3          | 1          | 6          | 150    | 225    | -75    | 7      |
| 8.º  | Young Munster      | 10         | 3          | 0          | 7          | 115    | 153    | -38    | 6      |
| 9.º  | Instonians         | 10         | 3          | 0          | 7          | 108    | 160    | -52    | 6      |
| 10.º | Sundays Well       | 10         | 2          | 1          | 7          | 119    | 165    | -46    | 5      |
| 11.º | Dungannon          | 10         | 2          | 0          | 8          | 114    | 141    | -27    | 2      |

| Bandera de Irlanda |
| Campeón Shannon    |
| Primer título      |